# Алі ібн Сабр ад-Дін
Алі ібн Сабр ад-Дін (*араб. علي بن صابر الدين زنكي; д/н — бл. 1364) — 15-й султан Іфат з 1344 року.

## Життєпис
Походив з династії Валашма. Син султана Сабр ад-Діна I. Близько 1344 року після смерті стрийка Наср ад-Діна поставлений на трон ефіопським негусом Амда Сейоном I. Наступного року після смерті останнього повстав проти влади Ефіопії, але швидко зазнав поразки через замалу підтримку своїми підданими. разомз синами, окрім одного, був ув'язнений. Сина Ахмеда негус зробив новим султаном.
Алі за більшістю відомостей перебував у тюрмі 8 років. Негус Невая Крестос близько 1355 року повалив султана Ахмеда, поверунвши трон Алі. 
Близько 1364 року проти нього повстав онук Хакк ад-Дін II, що повалив султана Алі. Номінально зберіг титул султана, але опинився в становищі полоненого. За свідчення єгипетського історика Макризі помер через 30 років.